# Abdel Malak al-Mekhlafi
Abdel Malak al-Mekhlafi (arabe : عبد الملك المخلافي), né le 19 août 1959 dans le gouvernorat de Ta'izz, est un homme politique yéménite. Il est vice-Premier ministre et ministre des Affaires étrangères du 1er décembre 2015 au 24 mai 2018.

## Biographie
Il est né le 19 août 1959 dans un village du gouvernorat de Ta'izz.
Le 1er décembre 2015, il est nommé vice-Premier ministre et ministre des Affaires étrangères,, en remplacement de Riad Yassine.
Le 8 décembre 2015, dans le contexte de la guerre civile yéménite, il annonce un cessez-le-feu de sept jours à partir du 15 du même mois, avec les rebelles Houthis.
Le 24 mai 2018, il quitte son poste aux Affaires étrangères, étant de santé fragile du fait de problèmes cardiaques. Khaled al-Yamani lui succède.